# Анан, Сами Хафез
Сами Хафез Анан (араб. سامي حافظ عنان‎, род. 2 февраля 1948) — египетский военный и политический деятель. Бывший вице-президент Египта и вице-председатель ВСВС АРЕ (2011—2012), и бывший начальник генерального штаба Вооружённых сил АРЕ (2005—2012).

## Египетская революция
Когда начались массовые протесты, Анан находился в Вашингтоне. В Египет он вернулся лишь 28 января 2011 года. 11 февраля после отставки Хосни Мубарака, Сами был назначен Вице-президентом Египта и Вице-председателем ВСВС АРЕ.
30 июня 2012 года в связи с вступлением в должность нового президента Египта — Мухаммеда Мурси, Сами был отстранён от должности Вице-председателя ВСВС Египта.
А 12 августа 2012 также был отстранён от должности Вице-президента Египта в связи с назначением на эту должность Махмуда Мекки, и также уволен с должности главы генштаба.